# António Cardoso e Cunha
António Cardoso e Cunha   (Leiria, 28 de gener de 1933 - 24 de gener de 2021) fou un polític portuguès, que fou Comissari Europeu entre 1986 i 1992.

## Biografia
Va néixer el 1934 a la ciutat de Leiria, població situada al districte de Leiria. Durant la celebració de la Expo '98 a Lisboa fou nomenat Comissari d'aquest esdeveniment.

## Activitat política
Membre del Partit Socialdemòcrata, fou nomenat Ministre d'Agricultura i Pesca el 3 de gener de 1980 pel primer ministre de Portugal Francisco Sá Carneiro, càrrec que desenvolupà fins al 4 de setembre de 1981, també en govern de Francisco Pinto Balsemão.
Amb l'entrada de Portugal a la Unió Europea l'any 1986 fou nomenat membre de la Comissió Delors I, ocupant la cartera d'Assumptes Pesquers, cartera compartida amb Frans Andriessen. En la formació de la Comissió Delors II fou nomenat Comissari Europeu d'Energia, Mitjanes Empreses i Personal i Traducció. Abandonà la política europea el 1992.